# Баба-яга против!
«Баба-яга против!» — цикл из трёх советских рисованных мультфильмов 1979 года, выпущенных студией «Союзмультфильм» к летним Олимпийским играм 1980 года.

## Сюжет
Медвежонок Миша выбран талисманом Олимпиады, однако Баба-яга вместе со Змеем Горынычем и «землекопом» (любителем нападать через подкоп) Кощеем Бессмертным стремится помешать ему сначала попасть на Олимпиаду, а затем и участвовать в ней, но все их попытки оканчиваются неудачей.

## Съёмочная группа
- Авторы сценария: Александр Курляндский, Григорий Остер, Эдуард Успенский
- Режиссёр — Владимир Пекарь
- Художник-постановщик — Татьяна Колюшева
- Композитор — Эдуард Артемьев
- ансамбль «Бумеранг» под руководством Юрия Богданова
- Роли озвучивали:
  - Ольга Аросева — Баба-Яга
  - Гарри Бардин — Кощей Бессмертный (в титрах не указан)
  - Всеволод Ларионов — ведущий новостей (в титрах не указан)
- Вокал — Геннадий Трофимов (не указан в титрах)
- Текст песни Юрия Энтина
- Оператор — Кабул Расулов
- Звукооператор — Борис Фильчиков
- Редактор — Наталья Абрамова
- Художники-мультипликаторы: Эльвира Маслова, Виктор Арсентьев, Владимир Крумин, Владимир Вышегородцев, Сергей Дёжкин, Владимир Захаров, Сергей Маракасов, Наталия Богомолова, Дмитрий Анпилов, Николай Митрохин, Анатолий Абаренов, Виктор Лихачёв
- Ассистенты: Лидия Никитина, Людмила Бирюкова, Людмила Крутовская
- Монтажёр — Наталия Степанцева
- Директор картины — Любовь Бутырина

## Выходные данные
- Длительность:
  - Первый выпуск — 8 мин 53 с.
  - Второй выпуск — 9 мин 07 с.
  - Третий выпуск — 7 мин 47 с.

## Отзывы
Отрывок из статьи:
Самой масштабной работой «Союзмультфильма», приуроченной к Олимпиаде-80, стал цикл из трёх картин под общим названием «Баба-Яга против!» (авторы сценария А. Е. Курляндский, Г. Б. Остер, Э. Н. Успенский, режиссёр В. И. Пекарь, художник-постановщик Т. В. Колюшева). Фильм был построен по принципу цикла «Ну, погоди!» — как погоня отрицательных героев (Бабы-Яги, Кощея Бессмертного и Змея Горыныча) за положительным (Мишей Олимпийским), в ходе которой преследователи попадают в ими самими расставленные ловушки, а Миша, как и Заяц в первых выпусках «Ну, погоди!», даже не замечает нависшей над ним опасности. Каждый фильм представлял собой цепочку трюков, объединённых общей задачей и «слоганом» «А Баба-Яга против!» (аналогом реплик «Ну, погоди!» в одноимённом цикле и «Ребята, давайте жить дружно!» в серии фильмов А. И. Резникова о коте Леопольде). Группой была проделана серьёзная работа, фильм был непростым по изобразительному решению (об этом можно судить даже по нетрадиционному характеру контура). Хотя Пекарь в своей режиссёрской деятельности больше не брался за эксцентрические сюжеты, этот необычный для него фильм не лишен определённых достоинств. Очень своеобразно цветовое решение, типажи отрицательных героев, созданные Татьяной Колюшевой, предельно осовременены. Достаточно вспомнить Бабу-Ягу с маникюром, в пиджаке-жакете и женских сапогах, и Кощея в плаще, брюках и с короной-бейсболкой. Особенно хороши миниатюрный «одомашненный» Змей Горыныч и избушка на курьих ножках…

Уже неоднократно предпринимались попытки трактовать сюжет цикла как аллегорию бойкота московской Олимпиады западными державами, однако такое прочтение не выдерживает критики. Решение о бойкоте Олимпийских игр принималось уже в 1980 году, после вторжения советских войск в Афганистан, к этому времени первый фильм был давно закончен, работа над вторым близилась к завершению, а третий был уже в производстве. Что же касается идеи серии, то, как видно из изложенного выше, она разрабатывалась ещё в 1978 году. 
Георгий Бородин «Олимпиада как мультфильм» Архивная копия от 22 февраля 2014 на Wayback Machine